# Ataque con vehículo de Toronto de 2018
El ataque a la furgoneta de Toronto ocurrió el 23 de abril de 2018 cuando una furgoneta alquilada de gran tamaño fue conducida a los peatones a velocidades de 60 a 70 kilómetros por hora a lo largo del Yonge Street en el distrito comercial de Toronto, matando a 10 personas e hiriendo a otras 15. El conductor sospechoso, Alek Minassian, de 25 años, fue arrestado 26 minutos después del inicio de los ataques, justo al sur de la escena del crimen. Es el ataque con vehículos más mortífero en la historia de Canadá.

## Desarrollo
El incidente comenzó a la 1:27 p. m. EDT. La camioneta Chevrolet Express de gran tamaño, alquilada por Ryder, fue conducida hacia el sur por Yonge Street desde Finch Avenue hacia Sheppard Avenue, con una luz roja y saltando a la acera, golpeando a múltiples peatones, dejando una escena del crimen que se extiende sobre una docena de manzanas de la ciudad. Un testigo declaró que Minasian miró a las víctimas directamente a los ojos durante el ataque y actuó como si estuviera «jugando un videojuego, tratando de matar a tantas personas como sea posible». Las muertes de peatones ocurrieron en algunas ubicaciones diferentes a lo largo de un tramo de 1,4 kilómetros de Yonge Street desde Finch Street hacia el norte tan al sur como las aceras adyacentes a Mel Lastman Square, una plaza cívica en el lado oeste de Yonge Street, justo al sur de Empress Avenue/Park Holm Avenue.
Un oficial del Servicio de Policía de Toronto, identificado como el agente Ken Lam, se enfrentó al conductor sospechoso de la camioneta dañada, que se detuvo a unos 2,3 kilómetros al sur de donde comenzó el ataque, en la acera norte de la avenida Poyntz, justo al oeste de Yonge Calle y dos cuadras al sur de Sheppard Avenue, con el conductor sospechoso de pie cerca de la puerta abierta del lado del conductor. Durante el enfrentamiento, el sospechoso hizo un gesto repetido con la mano desde su bolsillo trasero hacia el oficial de policía y apuntó un teléfono celular como si fuera una pistola. Mientras el sospechoso y el oficial avanzaban el uno hacia el otro, el oficial reconoció que el objeto en la mano del sospechoso no era un arma, enfundó su pistola y sacó su bastón. El sospechoso fue arrestado ileso a la 1:52 p. m., sin disparar ningún tiro. No se encontró ningún arma en el sospechoso en el momento del arresto. Los paramédicos fueron enviados inmediatamente al sitio y el Centro de Ciencias de la Salud Sunnybrook se activó como un centro de emergencia. Se confirmó que nueve personas murieron en el lugar y 16 resultaron heridas. A las 8:15 p. m. el Servicio de Policía de Toronto anunció que una décima persona había muerto. Sunnybrook trató a diez víctimas. El hospital informó que dos personas llegaron sin signos vitales y fueron declaradas muertas a su llegada, cinco se encontraban en estado crítico, dos graves y uno en condiciones justas.

## Víctimas
La primera de las diez víctimas muertas que se identificaron fue Anne Marie D'Amico, analista de Invesco, empresa de inversiones con sede en los Estados Unidos, que tiene una oficina en Yonge Street. El gobierno de Corea del Sur anunció que se confirmó la muerte de dos ciudadanos de Corea del Sur y que un tercero resultó herido en el ataque. El Colegio Seneca envió un correo electrónico a su personal informándole que uno de sus estudiantes había muerto en el ataque, y que dos habían resultado heridos, aunque no lo suficiente como para requerir hospitalización. El ciudadano jordano Munir Najjar también murió en el incidente. Las víctimas fueron 8 mujeres y 2 hombres, y hubo 16 heridos.

## Investigaciones
El servicio de metro de la Comisión de Tránsito de Toronto cierra al norte de la estación Sheppard/Yonge hasta la estación de metro North York Centre y la estación Finch Avenue del Metro de Toronto hasta las 6:00 p. m. ese día y después de que el servicio se reanudara en la estación de Finch, no se detenía en la estación cerrada de North York Center. Los servicios de autobús en el área se desviaron de las calles cerradas o se cerraron si la desviación no era factible. La policía de Toronto anunció que el área del incidente a lo largo de la calle Yonge estaría acordonada durante varios días. Los edificios cívicos en el área se cerraron y permanecen cerrados.
La seguridad se intensificó en torno a una reunión de ministros de seguridad del G7 que se celebró en Toronto antes de la 44.ª Cumbre del G7 en La Malbaie, Quebec. Los ministros fueron informados sobre el ataque poco después de que ocurriera y al día siguiente del ataque, la agenda de la reunión incluyó una discusión sobre «blancos fáciles» y la radicalización juvenil en línea.  Las carreteras fueron cerradas y bloqueadas con camiones de volteo alrededor del Air Canada Center debido a preocupaciones de seguridad para los fanáticos reunidos en Maple Leaf Square para ver el partido de postemporada de la Liga Nacional de Hockey entre Toronto Maple Leafs y Boston Bruins. Se observó un momento de silencio en oración a las víctimas. Un minuto de silencio fue observado durante el juego en solidaridad por las víctimas.
Em 2022, Alek Minassian fue condenado a prisión perpetua por los asesinatos y a 20 años más por intento de asesinato (a cumplir en forma simultánea).